# Tumbler (obróbka wibrościerna)

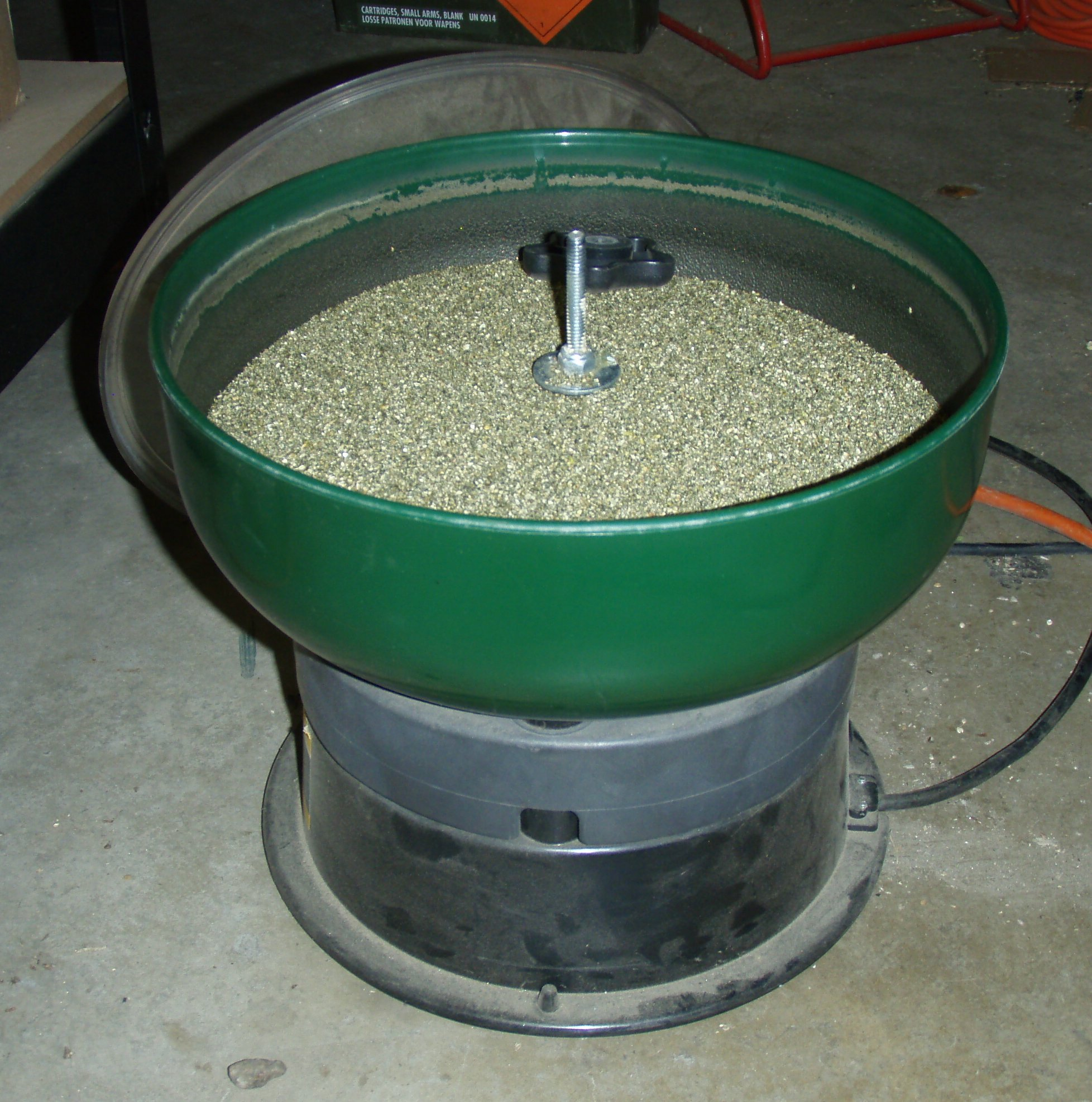
Tumbler wibracyjny

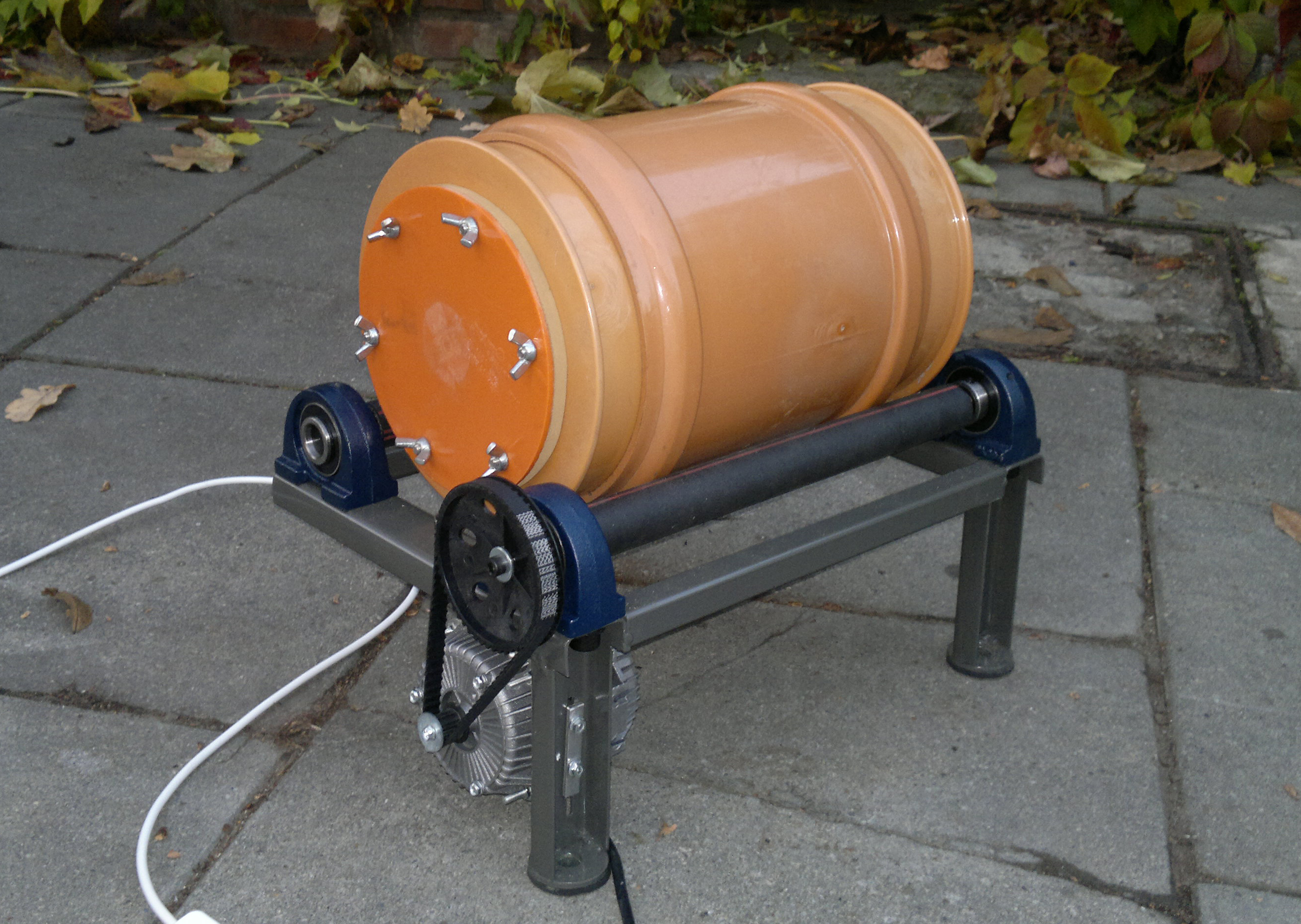
Tumbler rotacyjny

Tumbler (także: wygładzarka pojemnikowa) – przeniesiona z angielskiego nazwa urządzenia do mechanicznego czyszczenia i polerowania niewielkich przedmiotów w procesie obróbki wibrościernej (wibracyjno-ściernej) lub rotościernej (obróbki rotacyjno-ściernej, bębnowania), zwanych także trowalizacją. Tumblery stosowane są najczęściej w jubilerstwie do polerowania biżuterii metalowej, elementów z tworzyw sztucznych, naturalnych kości i kamieni szlachetnych, w ręcznej elaboracji do czyszczenia uprzednio odstrzelonych łusek oraz do gratowania.
Tumbler wibracyjny jest zintegrowanym z zespołem napędowym wibrującym pojemnikiem. Ze względu na sposób wzbudzenia wibracji wyróżnia się typy tumblerów wibracyjnych:
- mimośrodowy – misa tumblera osadzona jest mimośrodowo na osi wysokoobrotowego silnika;
- mimośrodowo bezwładnościowe – misa tumblera połączona jest sztywno z silnikiem, na którego osi znajduje się mimośrodowo osadzony element o odpowiednio dobranej bezwładności;
- elektromagnetyczne – misa tumblera połączona jest sztywno z elementem ferromagnetycznym znajdującym się w polu dwóch elektromagnesów (czasem trzech, w przypadku zasilania z sieci trójfazowej lub stosowania fazowników).

Tumbler rotacyjny (obrotowy). Polerki bębnowe przypominają swoją budową laboratoryjne młyny kulowe, lecz różnią się od nich zasadniczo prędkością obrotową bębna i używanym do obróbki wsadem. W młynie kulowym prędkość obrotowa jest na tyle duża, by ciężkie kule były unoszone możliwie wysoko siłą odśrodkową i nabierały maksymalnej energii potencjalnej koniecznej do skutecznego rozdrobnienia mielonego materiału. W tumblerze polerowanie następuje w wyniku tarcia drobnych elementów ściernych o czyszczone przedmioty i prędkość powinna być tak dobrana by zapewnić jedynie intensywne mieszanie. Stosowane w przemyśle urządzenia podobnej konstrukcji o dużych gabarytach nazywane mieszarkami bębnowymi. Doświadczalny wzór na optymalne obroty bębna o średnicy poniżej jednego jarda:
{\displaystyle N=-0{,}02\times D_{cal}+{\frac {90}{D_{cal}}}+20,}
gdzie:
- {\displaystyle N} – obroty bębna,
- {\displaystyle D_{cal}} – średnica bębna w calach,

w jednostkach metrycznych:
{\displaystyle N=-0{,}08\times D_{cm}+{\frac {230}{D_{cm}}}+20,}
gdzie:
- {\displaystyle D_{cm}} – średnica bębna w centymetrach.

Dla najczęściej stosowanych bębnów o średnicy pomiędzy 15cm a 30 cm wystarczająco dokładny jest wzór przybliżony:
{\displaystyle N=40-0{,}5\times D_{cm}.}
Odmianą tumblerów rotacyjnych są tumblery bezwładnościowe. Urządzenie takie jest zespołem dwóch tumblerów osadzonych prostopadle do ramienia na końcach wirującej belki. Dzięki sile odśrodkowej zwiększa się nacisk materiału ściernego na obrabiane przedmioty, co pozwala również na kilkukrotne zwiększenie obrotów bębna. Stosowanie tumblerów bezwładnościowych pozwala skrócić czas obróbki 20-50 razy.